# Dwight Tiendalli
Dwight Tiendalli (ur. 21 października 1985 w Paramaribo) – piłkarz holenderski grający na pozycji prawego obrońcy lub pomocnika.

## Kariera klubowa
Tiendalli urodził się w Paramaribo stolicy Surinamu. Jeszcze jako młody chłopiec wyjechał z rodzicami do Holandii i rodzina Tiendallich osiadła w Amsterdamie. Młody Dwight początkowo trenował w Amsterdamsche FC, a następnie w akademii Ajaksu Amsterdam. Nie przebił się jednak do seniorskiego składu Ajaksu i latem 2004 zasilił szeregi FC Utrecht. W Eredivisie zadebiutował 19 grudnia w wygranym 1:0 meczu z FC Den Bosch. Do pierwszej jedenastki Utrechtu przebił się jednak dopiero w następnym sezonie, gdy w 29 meczach zdobył 2 gole i z drużyną zajął 6. miejsce w lidze. Latem 2006 Tiendali za 2 miliony euro przeszedł do Feyenoordu. Zadebiutował w nim 27 sierpnia w zremisowanym 0:0 meczu z Heraclesem Almelo. Zagrał też z Feyenoordem w fazie grupowej Pucharu UEFA (Feyenoord został wykluczony z dalszych rund z powodu zamieszek kibiców podczas meczu z AS Nancy). W latach 2009–2012 występował w FC Twente. Następnie grał w Swansea City, Middlesbrough, a także w Oxfordzie United.
| Sezon   | Klub             | Kraj     | Rozgrywki                    | Mecze | Bramki |
| ------- | ---------------- | -------- | ---------------------------- | ----- | ------ |
| 2004/05 | FC Utrecht       | Holandia | Eredivisie                   | 11    | 1      |
| 2005/06 | FC Utrecht       | Holandia | Eredivisie                   | 29    | 2      |
| 2006/07 | FC Utrecht       | Holandia | Eredivisie                   | 1     | 0      |
| 2006/07 | Feyenoord        | Holandia | Eredivisie                   | 13    | 0      |
| 2007/08 | Sparta Rotterdam | Holandia | Eredivisie                   | 13    | 0      |
| 2008/09 | Feyenoord        | Holandia | Eredivisie                   | 22    | 0      |
| 2009/10 | FC Twente        | Holandia | Eredivisie                   | 26    | 1      |
| 2010/11 | FC Twente        | Holandia | Eredivisie                   | 18    | 0      |
| 2011/12 | FC Twente        | Holandia | Eredivisie                   | 29    | 0      |
| 2012/13 | Swansea City     | Anglia   | Premier League               | 14    | 1      |
| 2013/14 | Swansea City     | Anglia   | Premier League               | 10    | 0      |
| 2014/15 | Swansea City     | Anglia   | Premier League               | 3     | 0      |
| 2014/15 | Middlesbrough    | Anglia   | Football League Championship | 2     | 0      |
|         |                  |          | Łącznie w Eredivisie         | 152   | 4      |
|         |                  |          | Łącznie w Premier League     | 27    | 1      |
|         |                  |          | Łącznie w Championship       | 2     | 0      |

## Kariera reprezentacyjna
Tiendalli karierę reprezentacyjną rozpoczynał od występów w młodzieżowej reprezentacji Holandii. W 2006 roku był członkiem kadry na Młodzieżowe Mistrzostwa Europy w Portugalii. Był podstawowym zawodnikiem „Oranje” i zagrał we wszystkich meczach, w tym także finałowym z Ukrainą. Jego dobra postawa na turnieju została nagrodzona nominacją do Najlepszej Jedenastki Mistrzostw.